# Nellie Jane Gray
Nellie Jane Gray (Big Spring, 24. lipnja 1924. - Washington, 13. kolovoza 2012.), američka ekonomistica, pravnica, državna službenica i istaknuta katolička i pro-life aktivistica na čiju je inicijativu pokrenut Hod za život kao godišnji miroljubivi hod na obljetnicu sudskog spora Roe protiv Wade kojim je u Sjedinjenim Državama ozakonjen pobačaj.
Rođena je 1924. godine u teksaškom gradiću Big Springu. Otac joj je bio automehaničar. Služila je krajem Drugoga svjetskog rata kao kaplarka u Ženskom vojnom korpusu Američke vojske. Nakon rata magistrirala je ekonomiju na Pravnoj školi Sveučilišta Georgetown 1959. godine. Radila je kao državna službenica 28 godina u Ministarstvu rada, još i tijekom pohađanja sveučilišta (tada je radila danju, a sveučilište pohađala noću).
Nekoliko se godina bavila i pravom, no nakon presude u slučaju Roe protiv Wade odustaje od pravničke karijere i posvećuje se promicanju kulture života u američkom društvu. Na obljetnicu spora, 22. siječnja 1974. organizirala je prvi Hod za život u Washingtonu na kojem se okupilo 20 000 ljudi. Već sljedeće godine sudjelovalo je 50 000 ljudi, da bi 2013. ta brojka dosegla 650 000 sudionika. Time je prerastao u najveće i najstarije pro-life okupljanje građana u svijetu s više od pola milijuna sudionika svake godine.
Prema riječima New York Timesa bila je „artikulirana, odvažna i nepokolebljiva”. Odbila je 1981. sudjelovati u izaslanstvu pro-life aktivista u Bijeloj kući na prijemu kod Ronalda Reagana jer nije osobno sudjelovao na Hodu za život koji je te godine okupio 60 000 ljudi.
Do kraja života bila je aktivna u organizaciji i sudjelovanju u Hodu za život. Umrla je u Washingtonu u kolovozu 2012., u 88. godini života.